# Brun läderkremla
Brun läderkremla (Russula vinosobrunnea) är en svampart som först beskrevs av Giacopo Bresàdola, och fick sitt nu gällande namn av Henri Romagnesi 1967. Brun läderkremla ingår i släktet kremlor och familjen kremlor och riskor.  Arten är reproducerande i Sverige. Inga underarter finns listade i Catalogue of Life.